# Делафосит
Делафосит — мінерал, оксид міді та заліза з групи цинкіту-тенориту.

## Загальний опис
Хімічна формула: CuFeO2. Містить (%): Cu — 41,99; Fe — 36,88; O — 21,13.
Сингонія тригональна.
Густина 5,41.
Твердість 5,5.
Колір та риска чорні.
Таблитчасті кристали.
Крихкий.
Непрозорий.
Слабкомагнітний.
Знайдений на Уралі, в Бісбі (штат Аризона, США).
Рідкісний.